# Думка про тебе
«Думка про тебе» (англ. The Idea of You) — американська романтична комедія 2024 року, знята режисером Майклом Шоуолтером за сценарієм, який він написав у співавторстві з Дженніфер Вестфелд, на основі однойменного роману Робінн Лі. Сюжет розповідає про кохання між красунею-одиначкою, яку зіграла Енн Гетевей та вокалістом популярного бойз-бенду, роль якого виконав Ніколас Голіцин.
Продюсери Кеті Шульман і Ґабріель Юніон анонсували екранізацію роману наприкінці 2018 року. В середині 2021 року було оголошено про затвердження Вестфелд, Гетевей, Шоуолтера та Голіцина. Картину знімав оператор Джим Фрона переважно в Джорджії наприкінці 2022 року. Під час постпродукції за монтаж фільму відповідав Пітер Тешнер, а оригінальний музичний супровід — Сіддгартха Кхосла. Саван Котеча склав і написав оригінальні пісні для фільму.
Прем'єра фільму відбулася на фестивалі South by Southwest 16 березня 2024 року. Для широкого загалу картина стала доступна на Prime Video починаючи з 2 травня 2024 року. Дистриб'ютором виступила компанія Amazon MGM Studios. Фільм отримав переважно позитивні відгуки критиків.

## Сюжет
40-річна мати-одиначка Сорен (Енн Гетевей) керує популярною картинною галереєю в Лос-Анджелесі. Колишній чоловік Сорен Деніел (Рейд Скотт) пообіцяв відвести їхню 16-річну доньку Іззі (Елла Рубін) з подругами на музичний фестиваль. В останній момент Деніел скасовує плани через «надзвичайну ситуацію на роботі», тому Сорен доводиться їхати замість нього. Там вона випадково знайомиться з 24-річним вокалістом популярного бой-бенду August Moon— Хейзом (Ніколас Голіцин). Попри різницю у віці, вони закохуються, і тепер їм доводеться ретельно приховувати свій роман від колег Сорен і журналістів.

## Акторський склад
- Енн Гетевей — Сорен
- Ніколас Голіцин — Хейз
- Елла Рубін — Іззі
- Енні Мумоло — Трейсі
- Рейд Скотт — Деніел
- Перрі Метфелд — Ева
- Джордан Голл — Зік
- Матильда Джіанопулос — Джорджія
- Меґ Міллідж — Клер
- Чіч Манохар — Джеремі
- Рей Чам мол. — Олівер
- Джейден Ентоні — Адріан
- Славік Пустовойтов — Саймон
- Дакота Адан — Рорі
- Роксі Рівера — Джоді
- Грем Нортон — себе
- Брент Бейлі — Тодд
- Ніна Блумгарден — Ембер

## Сприйняття
На сайті-агрегаторі рецензій Rotten Tomatoes 83 % з 138 відгуків критиків мають позитивну оцінку, середній рейтинг — 6,9/10. Консенсус сайту щодо фільму звучить так: «„Думка про тебе“ слугує приємним нагадуванням, що Енн Гетевей залишається справді чудовою акторкою першого плану в романтичних комедіях— і ще раз підтверджує, що знайдеться небагато режисерів, які розуміють цей жанр краще, ніж Майкл Шоуолтер.». На сайті Metacritic фільм має оцінку 68 з 100, засновану на 35 відгуках критиків, що вказує на «загалом сприятливі» відгуки.
Ґардіан пише, що акторська гра Гетевей створює особливий шарм, який робить фільм душевним. Оглядачці Нью-Йорк таймс сподобалося, що у фільмі порушують проблему подвійних стандартів — коли жінку засуджують за велику різницю у віці з партнером.